# Inondations de 2017 en Asie du Sud
Les inondations d'Asie du Sud de 2017 sont celles qui ont gravement affecté l’Asie du Sud de juillet à août 2017. 
A la date du 2 septembre, on comptait 1 300 morts et presque 41 millions de personnes blessées, dont 16 millions sont des enfants (selon UNICEF). Les pays les plus affectés sont le Bangladesh, l’Inde, le Népal et le Pakistan.

## Contexte
Les inondations sont dues à un phénomène de moussons beaucoup plus violent que d'habitude, ce qui a produit des éboulements ainsi que des inondations. 
Les experts ont considéré ce phénomène comme la pire des inondations de tous les temps et on espère que le problème de ravitaillement sera résolu même si les récoltes ont été affectées.
Selon divers centres de recherches en climatologie et sociales, ces inondations sont la conséquence du changement climatique.
Selon le Centre d'épidémiologie des catastrophes de l'université de Louvain en Belgique, depuis les deux dernières décennies, une moyenne de 2 000 personnes perd la vie chaque année en Asie du Sud, à cause des inondations.

## Impact

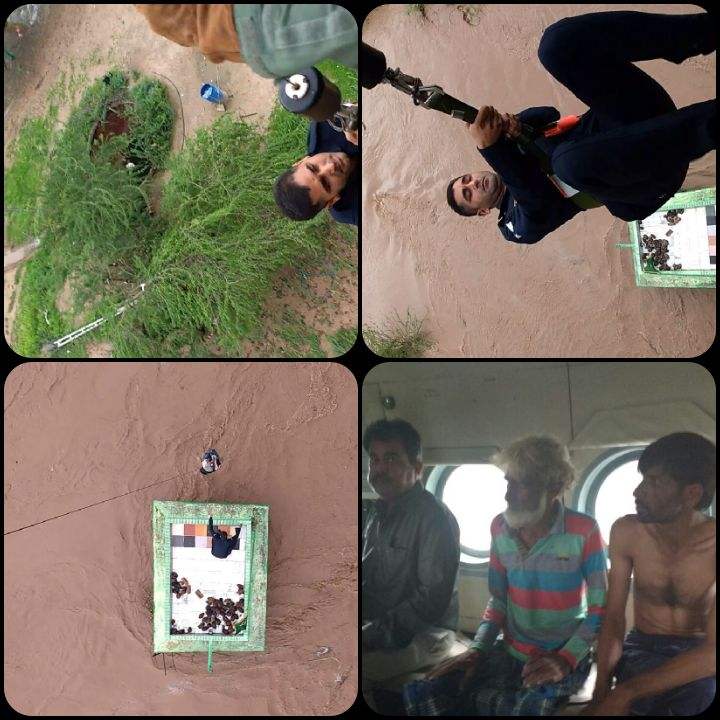
Personnes de l'état indien de Guyarat durant leur évacuation.

Ces dernières inondations se sont concentrées sur le nord de l'Inde, dans les états de l'Assam, du Bengale Occidental, du Bihar et de l'Uttar Pradesh. Le nombre total de victimes des deux dernières inondations s'élève à plus de 1 000 personnes.[réf. nécessaire]
La catastrophe a également frappé le Sud du Pakistan, et en particulier la capitale du pays, Karachi, où 23 personnes ont péri électrocutées.[réf. nécessaire]
Au Népal, 143 personnes sont décédées et 1,7 million ont été touchées. 461 000 d’entre elles ont du être déplacées. 
De plus, au Bengladesh, 140 personnes ont péri et 6 millions de personnes ont été touchées. Autour de 700 000 habitations ont été rasées, 4 680 000 hectares de champs ont été dévastés et mille kilomètres de routes ont été détruites,.